# Compañía Gaditana de Negros
 (août 2025).
Motif : Insuffisamment de sources secondaires démontrant le notoriété requise pour un article Cf WP:CAA et WP:NPER
- Archive Wikiwix
- Bing
- Cairn
- DuckDuckGo
- E. Universalis
- Gallica
- Google
- G. Books
- G. News
- G. Scholar
- Persée
- Qwant
- (zh) Baidu
- (ru) Yandex
- (wd) trouver des œuvres sur Wikidata

| 1. | Préciser le motif de la pose du bandeau. | Précisez le motif de la pose du bandeau en utilisant la syntaxe suivante : {{admissibilité à vérifier\|date=août 2025\|motif=remplacez ce texte par le motif}}                                   |
| 2. | Informer les utilisateurs concernés.     | Pensez à avertir le créateur de l'article, par exemple, en insérant le code ci-dessous sur sa page de discussion : {{subst:avertissement admissibilité à vérifier\|Compañía Gaditana de Negros}} |

La Compañía Gaditana de Negros est une société mercantile espagnole de la deuxième moitié du XVIIIe siècle. Installée à Cadix, siège de la Casa de Contratación, elle était spécialisée dans le trafic des esclaves entre l'Afrique et l'Amérique espagnole.
À l'époque, l'introduction d'esclaves dans les vice-royautés américaines était surtout le fait des Portugais, des Français et des Anglais.